# Onychomyrmex doddi
Onychomyrmex doddi este o specie de furnică din genul Onychomyrmex, endemică pentru Australia. A fost descrisă pentru prima dată de William Morton Wheeler în 1916. Lucrătorii sunt mici, având o lungime de numai 2-2,5 mm.